# Zabala Hermanos
Zabala Hermanos (Братья Забала) — испанская оружейная фирма, специализирующаяся на изготовлении дробовых ружей.
Фирма расположена в деревне Элгуэта, недалеко от города Эйбар в Испании. Фирма основана в 1932 году как семейное предприятие, изготавливающее дробовые ружья. Ружья фирмы Zabala Hermanos сначала продавались на территории Испании, но впоследствии их стали экспортировать в Северную и Южную Америку. Некоторые модели этой фирмы продаются в Америке под маркой American Arms. Zabala Hermanos выпускает много моделей оружия: ружья с горизонтально спаренными стволами, и современные ружья с вертикальным расположением стволов для стрельбы на траншейном и круглом стендах.
За всю историю фирма выпустила более 600 000 ружей.